# Seznam dílů seriálu MacGyver (2016)
Toto je seznam dílů seriálu MacGyver. Americký dobrodružný televizní seriál MacGyver byl premiérově vysílán od 23. září 2016 do 30. dubna 2021 na stanici ABC.

## Přehled řad
| Řada | Díly | Premiéra v USA   | Premiéra v USA  |
| Řada | Díly | První díl        | Poslední díl    |
| ---- | ---- | ---------------- | --------------- |
| 1    | 21   | 23. září 2016    | 14. dubna 2017  |
| 2    | 23   | 29. září 2017    | 4. května 2018  |
| 3    | 22   | 28. září 2018    | 10. května 2019 |
| 4    | 13   | 7. února 2020    | 8. května 2020  |
| 5    | 15   | 4. prosince 2020 | 30. dubna 2021  |

## Seznam dílů

### První řada (2016–2017)
| Č. v seriálu | Č. v řadě | Původní název    | Režie                     | Scénář                                                               | Premiéra v USA     |
| ------------ | --------- | ---------------- | ------------------------- | -------------------------------------------------------------------- | ------------------ |
| 1            | 1         | The Rising       | James Wan                 | námět: Peter M. Lenkov a Paul Downs Colaizzo scénář: Peter M. Lenkov | 23. září 2016      |
| 2            | 2         | Metal Saw        | Jerry Levine              | Craig O'Neill                                                        | 30. září 2016      |
| 3            | 3         | Awl              | Matt Earl Beesley         | David Slack                                                          | 7. října 2016      |
| 4            | 4         | Wire Cutter      | Joe Dante                 | John Turman                                                          | 14. října 2016     |
| 5            | 5         | Toothpick        | Bobby Roth                | Nancy Kiu                                                            | 21. října 2016     |
| 6            | 6         | Wrench           | Alec Smight               | Brian Durkin                                                         | 28. října 2016     |
| 7            | 7         | Can Opener       | Omar Madha                | Sean Hennen                                                          | 4. listopadu 2016  |
| 8            | 8         | Corkscrew        | Janice Cooke              | Lindsey Allen                                                        | 11. listopadu 2016 |
| 9            | 9         | Chisel           | Brad Tanenbaum            | Bret VandenBos a Brandon Willer                                      | 18. listopadu 2015 |
| 10           | 10        | Pliers           | Lee Rose                  | Brian Durkin                                                         | 9. prosince 2016   |
| 11           | 11        | Scissors         | Stephen Herek             | Lindsay Allen a Nancy Kiu                                            | 16. prosince 2016  |
| 12           | 12        | Screwdriver      | Craig Siebels             | námět: Peter M. Lenkov scénář: Craig O'Neill a David Slack           | 16. prosince 2016  |
| 13           | 13        | Large Balde      | Sylvain White             | Andrew Karlsruher                                                    | 13. ledna 2017     |
| 14           | 14        | Fish Scaler      | Eagle Egilsson            | námět: John Turman scénář: Craig O'Neill a David Slack               | 3. února 2017      |
| 15           | 15        | Magnifying Glass | Stephen Herek             | Brian Durkin                                                         | 10. února 2017     |
| 16           | 16        | Hook             | Tawnia McKiernan          | Nancy Kiu                                                            | 17. února 2017     |
| 17           | 17        | Ruler            | Antonio Negret            | Andrew Karlsruher                                                    | 24. února 2017     |
| 18           | 18        | Flashlight       | Jonathan Brown            | Linsday Allen                                                        | 10. března 2017    |
| 19           | 19        | Compass          | Christine Moore           | Lee David Zlotoff                                                    | 31. března 2017    |
| 20           | 20        | Hole Puncher     | Elizabeth Allen Rosenbaum | Craig O'Neill a David Slack                                          | 7. dubna 2017      |
| 21           | 21        | Cigar Cutter     | Stephen Herek             | námět: Craig O'Neill a David Slack scénář: Peter M. Lenkov           | 14. dubna 2017     |

### Druhá řada (2017–2018)
| Č. v seriálu | Č. v řadě | Původní název                   | Režie               | Scénář                                                         | Premiéra v USA     |
| ------------ | --------- | ------------------------------- | ------------------- | -------------------------------------------------------------- | ------------------ |
| 22           | 1         | DIY or DIE                      | Stephen Herek       | Peter M. Lenkov, Craig O'Neill a David Slack                   | 29. září 2017      |
| 23           | 2         | Muscle Car + Paper Clips        | Ericson Core        | Nancy Kiu                                                      | 6. října 2017      |
| 24           | 3         | Roulette Wheel + Wire           | Duane Clark         | Justin Lisson                                                  | 13. října 2017     |
| 25           | 4         | X-Ray + Penny                   | Bethany Rooney      | Craig O'Neill a David Slack                                    | 20. října 2017     |
| 26           | 5         | Skull + Electromagnet           | Liz Allen Rosenbaum | Lindsey Allen                                                  | 27. října 2017     |
| 27           | 6         | Jet Engine + Pickup Truck       | Stephen Herek       | Andrew Karlsruher                                              | 3. listopadu 2017  |
| 28           | 7         | Duck Tape + Jack                | Gabriel Beristain   | Brian Durkin                                                   | 10. listopadu 2017 |
| 29           | 8         | Packing Peanuts + Fire          | Stacey K. Black     | Lindsey Allen                                                  | 17. listopadu 2017 |
| 30           | 9         | CD-ROM + Hoagie Foil            | Bobby Roth          | Marqui Jackson a Nancy Kiu                                     | 1. prosince 2017   |
| 31           | 10        | War Room + Ship                 | Tawnia McKiernan    | Brian Durkin a Andrew Karlsruher                               | 8. prosince 2017   |
| 32           | 11        | Bullet + Pen                    | Carlos Bernard      | Marqui Jackson                                                 | 15. prosince 2017  |
| 33           | 12        | Mac + Jack                      | Ron Underwood       | námět: Peter M. Lenkov scénář: Craig O'Neill a David Slack     | 5. ledna 2018      |
| 34           | 13        | CO2 Sensor + Tree Branch        | Brad Turner         | námět: Timothy J. Lea scénář: Adam Beechen                     | 12. ledna 2018     |
| 35           | 14        | Mardi Gras Beads + Chair        | Mike Martinez       | námět: Brian Durkin scénář: Marqui Jackson a Andrew Karlsruher | 19. ledna 2018     |
| 36           | 15        | Murdoc + Handcuffs              | Stephen Herek       | Marqui Jackson                                                 | 2. února 2018      |
| 37           | 16        | Hammock + Balcony               | Eagle Egilsson      | Justin Lisson                                                  | 2. března 2018     |
| 38           | 17        | Bear Trap + Mob Boss            | Steven A. Adelson   | Nancy Kiu                                                      | 9. března 2018     |
| 39           | 18        | Riley + Airplane                | Antonio Negret      | Lindsey Allen                                                  | 30. března 2018    |
| 40           | 19        | Benjamin Franklin + Grey Duffle | Sharat Raju         | námět: Andrew Klein scénář: Andrew Karlsruher                  | 6. dubna 2018      |
| 41           | 20        | Skyscraper – Power              | Peter Weller        | Brian Durkin a Joshua Brown                                    | 13. dubna 2018     |
| 42           | 21        | Wind + Water                    | Mark Manos          | Lee David Zlotoff                                              | 20. dubna 2018     |
| 43           | 22        | UFO + Area 51                   | Ericson Core        | námět: Marqui Jackson scénář: Lindsey Allen a Nancy Kiu        | 27. dubna 2018     |
| 44           | 23        | MacGyver + MacGyver             | Stephen Herek       | Craig O'Neill a David Slack                                    | 4. května 2018     |

### Třetí řada (2018–2019)
| Č. v seriálu | Č. v řadě | Původní název                       | Režie              | Scénář                                                | Premiéra v USA     |
| ------------ | --------- | ----------------------------------- | ------------------ | ----------------------------------------------------- | ------------------ |
| 45           | 1         | Improvise                           | Stephen Herek      | Peter M. Lenkov a Craig O'Neill                       | 28. září 2018      |
| 46           | 2         | Bravo Lead + Loyalty + Friendship   | Duane Clark        | Brian Durkin                                          | 5. října 2018      |
| 47           | 3         | Bozer + Booze + Back to School      | Tessa Blake        | Nancy Kiu                                             | 12. října 2018     |
| 48           | 4         | Guts + Fuel + Hope                  | Peter Weller       | Rob Pearlstein                                        | 19. října 2018     |
| 49           | 5         | Dia de Muertos + Sicarios + Family  | Eagle Egilsson     | Jim Adler a Andrew Karlsruher                         | 26. října 2018     |
| 50           | 6         | Murdoc + MacGyver + Murdoc          | Stephen Herek      | Craig O'Neill                                         | 2. listopadu 2018  |
| 51           | 7         | Scavengers + Hard Drive + Dragonfly | Gabriel Beristain  | Andrew Karlsruher                                     | 9. listopadu 2018  |
| 52           | 8         | Revenge + Catacombs + Le Fantome    | Lily Mariye        | Brian Durkin                                          | 16. listopadu 2018 |
| 53           | 9         | Specimen 234 + PAPR + Outbreak      | Mike Martinez      | Lindsey Allen                                         | 30. listopadu 2018 |
| 54           | 10        | Matty + Ethan + Fidelty             | David Straiton     | Andrew Karlsruher                                     | 7. prosince 2018   |
| 55           | 11        | Mac + Fallout + Jack                | Carlos Bernard     | Jim Adler                                             | 4. ledna 2019      |
| 56           | 12        | Fence + Suitcase + Americium-241    | Ron Underwood      | Brian Durkin                                          | 11. ledna 2019     |
| 57           | 13        | Wilderness + Training + Survival    | Brad Turner        | Joshua Brown a Andrew Klein                           | 18. ledna 2019     |
| 58           | 14        | Father + Bride + Betrayal           | Avi Youabian       | námět: Sophia Lopez scénář: Lindsey Allen a Nancy Kiu | 1. února 2019      |
| 59           | 15        | K9 + Smugglers + New Recruit        | Gabriel Beristain  | Rob Pearlstein                                        | 15. února 2019     |
| 60           | 16        | Lidar + Rogues + Duty               | Stephen Herek      | Don Perez                                             | 22. února 2019     |
| 61           | 17        | Seeds + Permafrost + Feather        | Alexandra La Roche | Nancy Kiu a Lindsey Allen                             | 15. března 2019    |
| 62           | 18        | Murdoc + Helman + Hit               | Roderick Davis     | Lee David Zlotoff                                     | 5. dubna 2019      |
| 63           | 19        | Friends + Enemies + Border          | Andi Armaganian    | Justin Lisson                                         | 12. dubna 2019     |
| 64           | 20        | No-Go + High-Voltage + Rescue       | Eagle Egillson     | Rob Pearlstein a Andrew Karlsruher                    | 26. dubna 2019     |
| 65           | 21        | Treason + Heartbreak + Gum          | Stephen Herek      | Nancy Kiu a Lindsey Allen                             | 3. května 2019     |
| 66           | 22        | Mason + Cable + Choices             | Maja Vrvilo        | Jim Adler                                             | 10. května 2019    |

### Čtvrtá řada (2020)
| Č. v seriálu | Č. v řadě | Původní název                               | Režie            | Scénář                                                                        | Premiéra v USA  |
| ------------ | --------- | ------------------------------------------- | ---------------- | ----------------------------------------------------------------------------- | --------------- |
| 67           | 1         | Fire + Ashes + Legacy = Phoenix             | David Straiton   | Terry Matalas                                                                 | 7. února 2020   |
| 68           | 2         | Red Cell + Quantum + Cold + Committed       | David Straiton   | Terry Matalas                                                                 | 14. února 2020  |
| 69           | 3         | Kid + Plane + Cable + Truck                 | Lily Mariye      | Rob Pearlstein                                                                | 21. února 2020  |
| 70           | 4         | Windmill + Acetone + Celluloid + Firing Pin | Eagle Egilsson   | Andrew Karlsruher                                                             | 28. února 2020  |
| 71           | 5         | Soccer+ Desi + Merchant + Titan             | Duane Clark      | Cindy Appel                                                                   | 6. března 2020  |
| 72           | 6         | Right + Wrong + Both + Neither              | Roderick Davis   | Andrew Klein                                                                  | 13. března 2020 |
| 73           | 7         | Mac + Desi + Riley + Aubrey                 | Brad Turner      | Stephanie Hicks                                                               | 27. března 2020 |
| 74           | 8         | Father + Son + Father + Matriarch           | David Straiton   | Travis Fickett                                                                | 3. dubna 2020   |
| 75           | 9         | Code + Artemis + Nuclear + N3mesis          | Michael Martinez | Brandon Botta a Casey Tollett Botta                                           | 10. dubna 2020  |
| 76           | 10        | Tesla + Bell + Edison + Mac                 | Yangzon Brauen   | Rob Pearlstein                                                                | 17. dubna 2020  |
| 77           | 11        | Psy-Op + Cell + Merchant + Birds            | Ericson Core     | námět: Stephanie Hicks a Andrew Klein scénář: Cindy Appel a Andrew Karlsruher | 24. dubna 2020  |
| 78           | 12        | Loyalty + Family + Rogue + Hellfire         | Geoff Shotz      | Jim Adler                                                                     | 1. května 2020  |
| 79           | 13        | Save + The + Dam + World                    | Carlos Bernard   | námět: Terry Matalas scénář: Cindy Appel                                      | 8. května 2020  |

### Pátá řada (2020–2021)
| Č. v seriálu | Č. v řadě | Původní název                                                   | Režie             | Scénář                                                           | Premiéra v USA    |
| ------------ | --------- | --------------------------------------------------------------- | ----------------- | ---------------------------------------------------------------- | ----------------- |
| 80           | 1         | Resort + Desi + Riley + Window Cleaner + Witness                | Avi Youabin       | Stephanie Hicks                                                  | 4. prosince 2020  |
| 81           | 2         | Thief + Painting + Auction + Viro-486 + Justice                 | Duane Clark       | Peter M. Lenkov a Andrew Klein                                   | 11. prosince 2020 |
| 82           | 3         | Eclipse + USMC-1856707 + Step Potential + Chain Lock + Ma       | David Straiton    | Jim Adler a Stephanie Hicks                                      | 18. prosince 2020 |
| 83           | 4         | Banh Bao + Sterno + Drill + Burner + Mason                      | Peter Weller      | Justin Lisson a Sophia Lopez                                     | 8. ledna 2021     |
| 84           | 5         | Jack + Kinematics + Safe Cracker + MgKNO3 + GTO                 | Ericson Core      | Jim Adler                                                        | 15. ledna 2021    |
| 85           | 6         | Quarantine + N95 + Landline + Telescope + Social Distance       | Andrew Ahn        | Stephanie Hicks a Andrew Karlsruher                              | 22. ledna 2021    |
| 86           | 7         | Golden Lancehead + Venom + Pole Vault + Blood + Baggage         | David Straiton    | Joshua Brown a Andrew Karlsruher                                 | 5. února 2021     |
| 87           | 8         | SOS + Hazmat + Ultrasound + Frequency + Malihini                | Yangzom Brauen    | Cindy Appel                                                      | 12. února 2021    |
| 88           | 9         | Rails + Pitons + Pulley + Pipe + Salt                           | Christine Moore   | Rob Pearlstein                                                   | 19. února 2021    |
| 89           | 10        | Diamond + Quake + Carbon + Comms + Tower                        | Michael Martinez  | Andrew Karlsruher a Andrew Klein                                 | 5. března 2021    |
| 90           | 11        | C8H7ClO + Nano-Trackers + Resistance + Maldives + Mind Games    | David Straiton    | Joshua Brown a Teresa Huang                                      | 26. března 2021   |
| 91           | 12        | Royalty + Marriage + Vivaah Sanskar + Zinc + Henna              | Anne Renton       | Monica Macer a Andrew Klein                                      | 2. dubna 2021     |
| 92           | 13        | Barn Find + Engine Oil + La Punzonatura + Lab Rats + Tachometer | Katie Eastridge   | Alessia Costantini a Andrew Karlsruher                           | 9. dubna 2021     |
| 93           | 14        | H2O + Orthophosphates + Mission City + Corrosion + Origins      | Christine Swanson | Teresa Huang a Joshua Brown                                      | 16. dubna 2021    |
| 94           | 15        | Abduction + Memory + Time + Fireworks + Dispersal               | David Straiton    | Monica Macer, Alessia Costantini, Andrew Klein a Stephanie Hicks | 30. dubna 2021    |